# Euborlasia obscura
Euborlasia obscura är en djurart som tillhör fylumet slemmaskar, och som först beskrevs av Friedrich 1958.  Euborlasia obscura ingår i släktet Euborlasia och familjen Lineidae. Inga underarter finns listade i Catalogue of Life.